# Hilde Koplenig

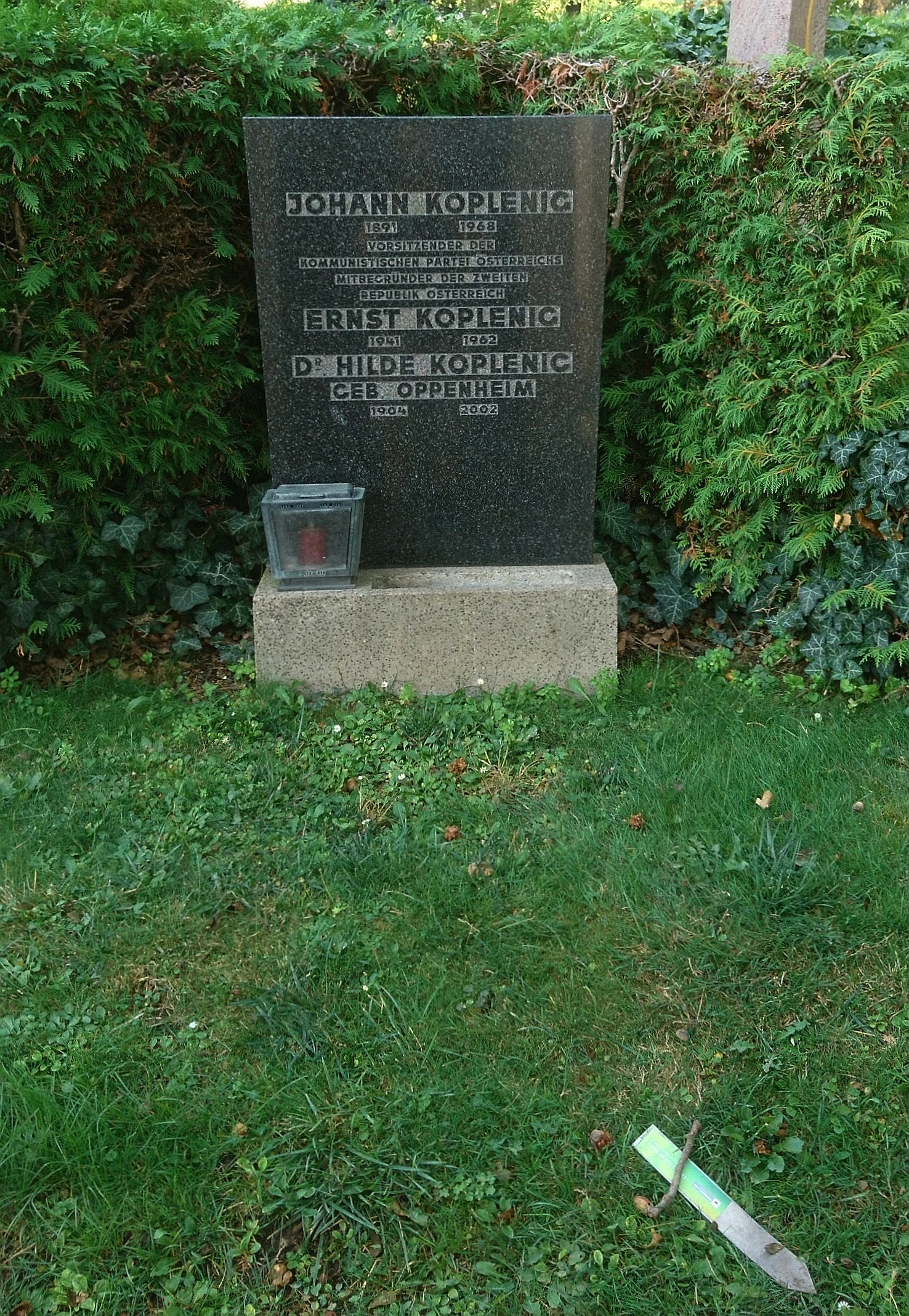
Das Grab von Hilde und Johann Koplenig auf dem Urnenhain an der Feuerhalle Simmering in Wien

Hilde Koplenig (* 31. August 1904 in Prag, Österreich-Ungarn als Hilde Oppenheim; † 16. April 2002 in Wien) war eine österreichische Journalistin, Übersetzerin und Historikerin. Sie war mit dem Generalsekretär der Kommunistischen Partei Österreichs, Johann Koplenig, verheiratet.

## Leben

### Kindheit und Jugend
Hilde Koplenig wurde am 31. August 1904 in Prag, in der damaligen österreichisch-ungarischen Monarchie geboren. Sie war die Tochter von Helene und Samuel Oppenheim und hatte einen jüngeren Bruder, Ernstl. Die Familie siedelte 1911 nach Wien über, nachdem der Vater einen Ruf an die Universität Wien als Professor für theoretische Astronomie erhalten hatte.
1913 begann sie sich für Geschichte, besonders für Napoleon und die Französische Revolution zu interessieren. Da ihr Vater gegen das Frauenstudium war, ging sie auf das Cottage Lyzeum in Döbling, eine Privatschule, da es damals noch keine öffentlichen Mädchenmittelschulen gab. Nachdem sie nach der sechsten Klasse Lyzealmatura absolvierte, übersiedelte sie mit ihren Klassenkameradinnen in die Schwarzwald-Schule.
Trotz des Widerstands des Vaters begann sie nach der Matura 1922 das Studium der Rechts- und Staatswissenschaften. 1923 studierte sie ein Jahr in Zürich. Wieder zurück in Wien setzte sie ihr Studium fort, begann in die Sozialakademie der Gemeinde Wien zu gehen, wo sie das Fürsorgerinnendiplom erwarb. 1924 wurde sie Mitglied der KPÖ. Im Herbst 1926 kam es im Parteilokal in Währing zum ersten persönlichen Kontakt zwischen Hilde und Johann Koplenig. 1927 beendete sie ihr Studium mit der Promotion (Dr. rer. pol) an der Universität Wien bei Max Adler und Hans Kelsen. Ihre Arbeit verfasste sie zum Thema „Über die staatliche Regelung der Bauernfrage in der Französischen Revolution.“

### Zeit bis 1933
Nachdem Koplenig als Absolventin der staatswissenschaftlichen Fakultät und diplomierte Fürsorgerin in Wien keine passende Arbeit finden konnte, wanderte sie in die Sowjetunion aus und begann Anfang November 1927 am Marx-Engels-Institut in Moskau zu arbeiten. Mitte Juli 1928 begann der VI Weltkongress der Komintern in Moskau, Johann Koplenig gehörte der österreichischen Delegation an und traf sich in dieser Zeit mit Hilde. Als sie vom Tod ihres Vaters erfuhr, kehrte sie nach Wien zurück. Hilde und Johann Koplenig heirateten am 28. Januar 1929 im kleinen Kreis in Wien, am 18. April 1929 kam ihre Tochter Elisabeth zur Welt. Hilde Koplenig versuchte als Übersetzerin Geld zu verdienen.
Im Herbst 1931 begann sie als Sekretärin im „Spezialisten-Büro“ der Handelsvertretung der UdSSR zu arbeiten. Am 26. Mai 1933 wurde die KPÖ verboten, Johann Koplenig wurde in Folge verhaftet und Hilde tauchte bei einer Freundin unter.

### Leben im Exil
1934 emigrierte das Ehepaar Koplenig nach Prag. Da Prag die Heimatstadt von Hilde war und die materielle Existenz durch das Parteigehalt gesichert war, erleichterte den Umzug. In Prag begann für Hilde Koplenig die illegale Arbeit für die Partei.
1938 emigrierte die Familie Koplenig nach Paris. Malke Schorr, Mitglied der KPÖ und Vertreterin der Internationalen Rote Hilfe verschaffte Hilde Koplenig einen Job als Sekretärin im Thälmann-Komitee. Ihre Arbeit dort bestand darin, die internationale Solidarität für die Opfer des Naziterrors zu mobilisieren und soweit es möglich war, diesen Opfern zu helfen.
 
1939 gingen die Koplenigs nach Moskau, wo sie im berühmten Hotel Lux wohnten. Dort begann Hilde mit der Übersetzung der drei Bände von Albert Mathiez Geschichten der französischen Revolution, die jedoch unveröffentlicht blieb. In der Nähe von Moskau kam ihre Tochter Lisa wieder in ein Kinderheim, wo sie schwer an Kinderlähmung erkrankte. In dieser Zeit begann Hilde, Essays, Artikel, Kurzgeschichten und Reportagen aus dem Französischen und Russischen, gelegentlich auch aus dem Englischen zu übersetzen. Am 22. April 1941 kam ihr Sohn Ernst zur Welt.
Nach dem deutschen Überfall auf die Sowjetunion wurde die Familie am 11. Juli 1941 aus Moskau evakuiert und mit dem Zug in die Nähe von Gorki gebracht. Da immer mehr Menschen nach Gorki evakuiert wurden, durfte Hilde mit den beiden Kindern zum Gutshof „Sacharino“ übersiedeln. Nach dem sowjetischen Sieg in der Schlacht um Moskau kehrte die Familie Ende 1942 wieder nach Moskau zurück. Hilde schrieb Artikel über die österreichische Geschichte, übersetzte weitere Reportagen und Berichte unter anderem von Wassili Semjonowitsch Grossman über Schlacht von Stalingrad oder von Olga Fjodorowna Bergholz und Wera Michailowna Inber über die Belagerung von Leningrad. Zudem arbeitete sie im Frühjahr 1945 an der Übersetzung des Films Iwan IV von Sergei Michailowitsch Eisenstein. Der deutsche Untertitel kam aber nie im Film vor. Außerdem begann sie wieder für die Partei zu arbeiten.

### Rückkehr nach Wien
Nach Kriegsende 1945 wurde in Österreich eine provisorische Regierung gebildet, in der Johann Koplenig Staatssekretär ohne Portefeuille wurde. Am 23. Juli 1945 kehrte Hilde Koplenig mit den Kindern nach Wien zurück. Die Familie Koplenig wohnte in dem amerikanischen Sektor Wiens. Hilde Koplenig erneuerte ihre Mitgliedschaft in der KPÖ, bei der sie sich auch wieder zur Arbeit meldete. Bis zu ihrer Pensionierung war sie auch weiter journalistisch tätig.  Sie wurde kremiert, ihre Asche wurde im Urnenhain der Feuerhalle Simmering, Abt. 7, Ring 3, Gruppe 4, Nr. 13, bestattet.

#### Tod ihres Sohnes Ernst
Im Winter 1961/1962 wurde bei Ernst ein Knochensarkom an der Hüfte operiert. Die Operation misslang, Ernst starb am 8. Mai 1962 in Wien.

## Politisches Engagement

### Frühes politisches Engagement
Hilde Koplenig zeigte schon früh Interesse für historische politische Ereignisse. Für aktuelle Politik begann sie sich im Winter 1918/19 zu interessieren. Direkt nach ihrer Matura im Jahr 1922 trat sie der Sozialistischen Arbeiter-Jugend bei. Die Kommunisten in Österreich lehnte sie zunächst scharf ab.

### Zeit als Mitglied der KPÖ
Während ihres Studiums diskutierte sie viel über Politik, vor allem über Kommunismus und Sozialismus. Als sie 1923 ein Jahr in Zürich studierte, ging sie dort zu ersten Versammlungen der KP. Wieder zurück in Wien, trat sie in die Gruppe Währing der KPÖ ein. Während der Fraktionskämpfe unterstützte Hilde Koplenig die „Mittelgruppe“ um Johann Koplenig, was den Bruch zwischen ihr und Kurt Landau bedeutete.
Während ihres Aufenthalts in Moskau wurde sie 1928 als Vollmitglied der Komintern aufgenommen.
Wieder zurück in Wien, zur Zeit als die Heimwehren im Vormarsch waren und die KPÖ sich an die Spitze des Widerstandes stellte, diente Hilde Koplenigs Wohnung zuerst für Johann Koplenig und dann für Wilhelm Pieck von der KPD als Unterschlupf, denn die Polizei kannte ihre Wohnung nicht.
Unter der austrofaschistischen Regierung wurde am 26. Mai 1933 die KPÖ verboten und die Partei musste in die Illegalität untertauchen. Es folgten Hausdurchsuchungen. Hilde Koplening beendete ihre Arbeit in der Organisation, nachdem sie bereits in den vergangenen Jahren weniger aktiv im Bezirk tätig gewesen war.
Am 12. Februar 1934 begann der Bürgerkrieg in Österreich. Einige Zeit nach der Aufhebung des Standrechts wurde ihre Ausreise nach Prag organisiert.

### Distanz zur KPÖ
Obwohl Frauen im kommunistischen Widerstand führende Positionen gehabt hatten, fehlten sie nach 1945 an der Parteispitze der KPÖ. Hilde Koplenig dachte nicht daran, wieder eine Führungsrolle in der Partei zu übernehmen. Als Intellektuelle beklagte sie die nicht kultur- und intellektuellenfreundliche Haltung der KPÖ. Ende der 1950er Jahre distanzierte sich Hilde Koplenig zunehmend von der Politik der Sowjetunion und der KPÖ. Nach den politischen und ideologischen Auseinandersetzungen und in Folge des Einmarsches der Truppen des Warschauer Pakts in der Tschechoslowakei wurde Hilde Koplenig aus der Partei gedrängt.

## Journalistische Arbeit
Als Hilde Koplenig Ende 1942 nach Moskau zurückkehrte, arbeitete sie unter der Leitung von Walter Fischer als Mitarbeiterin von Radio Moskau für Österreich. Daneben war sie aber auch schriftstellerisch tätig. Die Parteizeitung Volksstimme kam kurz nach Hilde Koplenigs Heimkehr heraus. Trotz zunehmender Distanz zur KPÖ, war sie Mitglied der Redaktion der kommunistischen Tageszeitung. Ihre erste Aufgabe bestand darin, Artikel Korrektur zu lesen. Später arbeitete sie in der Kulturredaktion der Volksstimme. Neben ihrer Arbeit bei der Parteizeitung, arbeitete sie auch als Journalistin für die Frauenzeitung Stimme der Frau. Dort blieb sie fast 20 Jahre lang, bis zu ihrer Pensionierung im Jahr 1964. Nach ihrer Pensionierung arbeitete sie u. a. an der Zeitschrift Wiener Tagebuch unter Franz Marek mit und publizierte zu Themen der Französischen Revolution, so die Studie "Geburt der Freiheit". 1975 gab sie zusammen mit Walter Grab die Sammlung "Die Debatte um die Französische Revolution" heraus. Schon 1959 hatte sie Evgenij V. Tarles "Napoleon" aus dem Russischen übersetzt. Auch die Aufarbeitung der Biografie ihres Mannes, Johann Koplenig war ihr wichtig, ihm widmete sie zwei Artikel.

## Schriften
- Geburt der Freiheit: Gestalten und Ereignisse; Frankreich 1789–1794. Globus Verlag, Wien 1964.
- Walter Grab (Hrsg.) unter Mitarbeit von Hilde Koplenig: Die Debatte um die Französische Revolution. 35 Beiträge. Nymphenburger Verlags-Handlung, München 1975.
- Robespierre d’après la „Wiener Zeitung“. In: Actes du colloque Robespierre. Congrés International  des Sciences historiques, Wien 1965, S. 113–131.
- Revendications agraires dans l’insurrection tyrolienne de 1809. Égalitarisme paysan ou influence Buonarrotiste? In : Babeuf et le babouvisme, O. J., S. 205–214.
- Alfred Klahr (1904–1943). In: Zeitgeschichte, Jg. 3, Heft 4, 1976, S. 97–111.
- Conrad Dominik Bartsch (1759–1817). Freimaurer und Journalist. In: Wiener Geschichtsblätter, 32. Jg.  1977, Heft 3, S. 215–230.
- Johann Koplenig. Kriegsgefangenschaft und Revolution (1915–1920). In: Zeitgeschichte, Jg. 5, Heft 9/10, Juni/Juli 1978, S. 351–371.
- Deutsche und welche Südtiroler  1809. In: Schöps, K.H./Geise, I. (Hrsg.): Revolution und Demokratie in Geschichte und Literatur. 1979 (Duisburger Hochschulbeiträge, Bd. 12).
- Johann Koplenig. Der Beginn (1891–1927). In: Zeitgeschichte, Jg. 8, Heft 8, 1981, S. 303–322.

## Übersetzungen
- Lure, Salomon  Jakovlevic: Archimedes. „Neues Österreich“, Zeitungs- und Verlagsgesellschaft, Wien 1948.
- Nikolskij, Vladimir K/Jakovlev, Nikolaj F.: Wie die Menschen sprechen lernten. Globus Verlag, Wien 1950.
- Tarle, Evgenij Viktor: Germinal und Prairial. Rütten und Loening, Berlin 1953.
- Tarle, Evgenij Viktor: Napoleon. Deutscher Verl. d. Wissenschaften, Berlin 1969.